# Atto di Tolleranza del 1689
L'Atto di Tolleranza del 1689 è stato un atto del Parlamento inglese del 24 maggio 1689 il cui titolo originale completo recita: "An Act for Exempting their Majestyes Protestant Subjects dissenting from the Church of England from the Penalties of certaine Lawes" (un atto per esentare i sudditi protestanti di Sua Maestà che dissentono dalla Chiesa di Inghilterra dalle pene di certe leggi).
L'Atto concedeva libertà di culto ai dissidenti della Chiesa di Inghilterra che, pur dichiarandosi protestanti ed avendo giurato fedeltà alla Corona, riconoscendo l'indipendenza dei cristiani inglesi da Roma e respingendo la Transustanziazione, non intendevano conformarsi a quanto stabiliva il Codice di Clarendon. Quest'atto non riguardava, quindi, la libertà di culto dei cattolici o degli antitrinitari. L'Atto di Tolleranza ammetteva che i dissidenti potessero avere propri luoghi di culto, predicatori ed insegnanti, ma continuavano a non poter accedere alle cariche politiche e alle università. Essi dovevano registrare i loro luoghi di incontro ed era loro proibito riunirsi nelle case. I predicatori, inoltre, dovevano essere forniti di una licenza governativa.
L'Atto di Tolleranza del 1689 non stabilisce la libertà di religione in senso moderno, ma ne è un importante contributo perché riconosce come si possa essere fedeli allo Stato pur senza appartenere alla chiesa del re. Riconosce poi un certo grado di pluralismo nell'ambito del Protestantesimo e sono respinte le pretese esclusiviste della Chiesa anglicana alta.

## Storia
L'Atto di uniformità del 1662 era stato inteso essere qualcosa di onnicomprensivo e permanente. Ben presto, però, diventa chiaro che una sostanziale minoranza della popolazione non era disposta a conformarsi a quanto esso decretava. L'allontanamento di oltre un quinto dei ministri di culto che ne era risultato era stato un colpo non indifferente per la Chiesa di Inghilterra. Vi era pure un certo numero di dissidenti come Richard Baxter che, pur non essendo separatisti, continuava a sperare che la Chiesa di Inghilterra potesse essere riunita su una base teologica coerentemente riformata.
Il re cerca così di giungere ad un compromesso che permettesse ai dissenzienti di praticare la loro forma favorita di Protestantesimo nei limiti della legge. Sfortunatamente, era ben noto che il libertino Carlo II (1660-1685) non era motivato dal fervore religioso che aveva sospinto i dissidenti fuori dalla chiesa stabilita, e si sospettava che il suo desiderio di essere tollerante fosse, in realtà, un tentativo per legalizzare il Cattolicesimo romano. Suo fratello Giacomo II (1685-1688), che era cattolico praticante, cercava di ottenere libertà per tutti, ma incontrava le stesse obiezioni. La maggior parte degli inglesi era disposta ad accettare il dissenso protestante, ma non a legalizzare il Cattolicesimo romano.
Avvenimenti politici e religiosi spingono così ad una rapida risoluzione del problema. In Francia, gli Ugonotti vengono espulsi nel 1685 e molti di essi trovano rifugio nei Paesi Bassi, altri in Inghilterra, dove sono accolti a braccia aperte. La solidarietà protestante improvvisamente diventa più importante delle questioni che dividono l'establishment dal dissenso. Il Cattolicesimo del re Giacomo era un'anomalia legale che ancora faceva temere quel che era successo sotto la regina Maria, ultimo regnante cattolico. Come avrebbe poi potuto essere cattolico un re che per legge era supremo governatore di una chiesa che avrebbe considerata eretica?,
La questione è risolta dalla fuga di Giacomo nel 1688 e l'invito, da parte del Parlamento a sua figlia Maria II (1689-1694 e di suo marito Guglielmo III d'Orange (1689-1702) a venire in Inghilterra come co-sovrani. Questa Gloriosa rivoluzione crea uno stato in cui il Protestantesimo era religione stabilita, sebbene il nuovo re, un calvinista olandese, non fosse membro della Chiesa d'Inghilterra. Sette vescovi (incluso l'Arcivescovo di Canterbury), rifiutano di riconoscere questa rivoluzione e rimangono leali, benché non cattolici, a Giacomo II rifiutano di giurare fedeltà a Guglielmo e Maria, abbandonano la Chiesa di Inghilterra e continuano un'indipendente successione apostolica che durerà fino al 1805 (l'invalidità tout court della successione apostolica anglicana a partire dalla separazione con Roma sarà ribadita definitivamente nel 1896 da Leone XIII con la Bolla Apostolicae Curae). 
Guglielmo e Maria consolidano il loro trionfo confermando la Chiesa di Inghilterra come chiesa di stato e permettono alla Chiesa di Scozia di ritornare ad una forma di governo presbiteriano della Chiesa e concedendo tolleranza ai dissidenti inglesi
L'Atto di Tolleranza che proclamano, rimarrà in vigore fino al 1828 dove viene sostituito da un Atto di Emancipazione che dà ai dissidenti diritti civili ed ecclesiastici. I cattolici vengono similmente emancipati nel 1829.

## Collegamenti attinenti
- Codice di Clarendon
- Monarchia inglese
- Puritani
- Tolleranza religiosa
- Chiesa cattolica
- Eresia